# Market America
Market America är ett nätverksförsäljningsföretag, även kallat Multi-level marketing, pyramidförsäljning och MLM  grundat 1992 av JR och Loren Ridinger. Deras huvudkontor ligger i Greensboro, NC, och 2010 sysselsatte företaget över 650 personer. Market America säljer bland annat hushållsrengöringsmedel, smycken, hygienprodukter, bilvård, kosmetika, kosttillskott, personliga webbplatser, vattenrenare och dietprodukter. Företaget använder webbdomänen Shop.com för e-detaljhandeln som företaget köpte av Microsoft grundaren, Bill Gates.   2017 var företaget anklagat för att bedriva olagligt nätverksförsäljning. 

## Historia
1992 grundades Market America av tidigare Amway- distributören JR Ridinger (James Howard Ridinger) och hans fru Loren. Bolaget har sitt huvudkontor i Greensboro, NC och sysselsatte över 800 anställda 2016.  Genom åren har Market America sålt varor som bilvård, elektronik, kläder, vattenfiltreringssystem, blommor, kaffe och munhygien genom kontakter med externa företag som annonserar och erbjuder dessa varor på företagets webbplats. Företaget har meddelat att det utvidgade sin verksamhet till Australien (2002), Taiwan (2005), Hong Kong (september 2007),  Filippinerna (oktober 2010),  Storbritannien (februari 2012), Mexico (juni 2012), Singapore (2014), och Malaysia (2017).     
I augusti 2008 meddelade Market America att det samarbetade med iMirus för att producera MA Newsstand, en tjänst som erbjuder digitala och tryckta versioner av tidskrifter, böcker och kataloger.   I slutet av 2010 köpte Market America köpjämförelsesidan Shop.com för en hemlig summa pengar.  Efter förvärvet fick bolaget byta sitt försäljningsdomännamn från marketamerica.com till Shop.com, med målet att utöka ett återbetalningsprogram som Market America introducerades 2008. 